# بانک تجاری
بانک تجاری (به انگلیسی: Commercial bank) به گونه‌ای از بانک یا مؤسسه مالی گفته می‌شود، که وظیفه فراهم کردن خدماتی مانند پذیرش سپرده‌ها، دادن وام‌های تجاری و سرمایه‌گذاری مستقیم را برعهده دارد. بانک تجاری می‌تواند به یک بانک یا بخشی از یک بانک بزرگ گفته شود که به‌طور خاص خدمات سپرده‌پذیری و وام‌دهی جهت سازمان‌ها یا کسب‌وکارهای با اندازه متوسط و بزرگ را انجام می‌دهد.

## منشأ واژه بانک
نام بانک از واژه ایتالیایی ((banco)) به معنی میز/نیمکت مشتق شده‌است، در طول دوره رنسانس بانکداران فلورانس برای انجام معاملات خود از یک میز که پوشش سبزی بر روی آن قرار داشت استفاده می‌کردند. با این حال آثار فعالیت‌های بانکی را حتی می‌توان در دوران باستان نیز پیدا کرد.
برخی گفته‌ها حاکی از این است که ریشه کلمه «بانک» برمی گردد به امپراتوری روم باستان، که در آن وام دهندگان فعالیت‌های خود را بر روی یک نیمکت بلند (که به آن bancu می‌گفتند) انجام می‌دادند که از آن کلمه banco و بانک پدید آمده‌است. تاجران در bancu، چندان سرمایه‌گذاری نمی‌کردند و به عنوان یک صرافی، صرفاً به تبدیل ارزهای خارجی به ارز رایج رم می‌پرداختند.
در ایالات متحده آمریکا اصطلاح بانک تجاری اغلب جهت متمایز ساختن آن از موسسات تأمین سرمایه با توجه به تفاوت درمقررات بانکی استفاده می‌شود. بعد از رکود بزرگ ۱۹۳۰، از طریق قانون Glass–Steagall کنگره ایالات متحده آمریکا، بانک‌های تجاری مجازند تا تنها به فعالیت بانکی بپردازند در حالیکه موسسات تأمین سرمایه محدود به فعالیت‌های بازار سرمایه هستند. بیشتر مفاد این قانون در سال ۱۹۹۹ توسط قانون Gramm–Leach–Bliley لغو شد اما توسط قانون Volcker دوباره بازسازی شد و در ژانویه سال ۲۰۱۴ به عنوان بخشی از قانون Dodd-Frank مصوب سال ۲۰۱۰ اجرا شد.

## نقش بانک‌های تجاری
نقش کلی بانک‌های تجاری ارائه خدمات مالی به عموم مردم و کسب و کارها، حصول اطمینان از ثبات اقتصادی و اجتماعی و رشد پایدار اقتصادی است. در این رابطه «اعطای اعتبار» کارکرد قابل توجهی از بانک‌های تجاری است. در زمان تأیید پرداخت وام به یک مشتری، آن‌ها پول نقد را به وام گیرنده نمی‌دهند. در عوض، آن‌ها یک حساب سپرده برای وام گیرنده افتتاح می‌کنند که می‌تواند از آن برداشت کند. به عبارت دیگر در زمان تأیید یک وام، آن‌ها به صورت خودکار سپرده‌هایی ایجاد می‌کنند که به عنوان «اعطای اعتبار از بانک‌های تجاری» شناخته می‌شوند.

## کارکردهای اولیه
بانک‌‌های تجاری انواع سپرده‌ها را از عموم به ویژه مشتریان می‌پذیرند از جمله حساب سپرده پس‌انداز، حساب سپرده مدت دار و سپرده‌های ثابت، این سپرده‌ها قابل برداشت پس از یک دوره زمانی مشخص هستند. بانک‌های تجاری به پرداخت وام‌ها و تسهیلات در اشکال مختلف از جمله امکانات اضافه برداشت، اعتبار نقدی، تنزیل اسناد و اوراق تجاری و خدمات متنوع دیگر می‌پردازند. آن‌ها همچنین طبق تقاضا و شرایط مشتریان به پرداخت وام در برابر وثیقه‌های مناسب می‌پردازند.

## نحوه نظارت بر بانک‌های تجاری
بانک‌های مرکزی مسئول نظارت بر سیستم بانکداری تجاری در کشورهای مربوط می‌باشند.

## ذخایر بانک
بانکهای تجاری، مانند هر بانک دیگری، موظف به نگهداری ذخایر قانونی در بانک مرکزی می‌باشد. ذخایر بانک یا «ذخایر قانونی بانک نزد بانک مرکزی» منابع سپرده‌های بانکی در بانک مرکزی هستند. برخی از بانک‌های مرکزی میزان حداقل نرخ ذخیره قانونی را تعیین می‌کنند، که بانک‌ها موظف به نگهداری ذخیره معادل در بانک مرکزی به میزان حداقل درصد مشخصی از بدهی‌های خود از قبیل سپرده‌های مشتریان می‌باشند. حتی زمانی‌که نیاز به ذخیره قانونی نباشد، بانک‌ها اغلب میزانی ذخیره نزد بانک مرکزی نگهداری می‌کنند که به آن «ذخایر اضافی» گفته می‌شود؛ که جهت وقایع غیرمنتظره نظیر برداشت‌های بزرگ غیرمنتظره یا عملیات بانکی نگهداری می‌شود.

## خدمات بانکداری تجاری
محصولات و خدمات اصلی:
- پذیرش وجوه در انواع مختلفی از حسابهای سپرده
- اعطای تسهیلات به صورت نقدی توسط اضافه برداشت، وام اقساطی و …
- اعطای تسهیلات به صورت اسنادی: اعتبار اسنادی، ضمانت بانکی، اوراق قرضه عملکردی، اوراق بهادار، تعهد پذیره‌نویسی و انواع دیگری از قراردادهای خارج از ترازنامه
- روابط بین موسسات مالی
- مدیریت وجوه نقد
- مدیریت خزانه داری
- سرمایه‌گذاری خصوصی
- صدور حواله‌های بانکی و چک‌های بانکی
- فرایند پرداخت از طریق انتقال تلگرافی، انتقال وجوه الکترونیکی در نقطه فروش، بانکداری الکترونیک و …

به‌طور سنتی، بانک‌های تجاری بزرگ به انتشار اوراق قرضه، بازاریابی ارز، نرخ بهره، و اوراق بهادار اعتباری می‌پرداختند، اما امروزه بانک‌های تجاری بزرگ معمولاً یک مؤسسه تأمین سرمایه در کنار خود دارند که به فعالیت‌های فوق می‌پردازد.

## سایر کارکردها
علاوه بر محصولات و خدمات اصلی، بانک‌های تجاری به انجام چندین عمل ثانویه نیز می‌پردازند، کارکردهای ثانویه بانک‌های تجاری را می‌توان به کارکردهای نمایندگی و کارکردهای عمومی تقسیم کرد:
کارکردهای نمایندگی شامل موارد زیر می‌باشد:
- جمع‌آوری و تسویه چک‌ها، پرداخت سود سهام و گواهی سود
- ایجاد درگاه پرداخت اجاره، حق بیمه و …
- ایجاد امکان داد و ستد در بورس معاملات
- خرید و فروش اوراق بهادار
- پذیرش اظهارنامه مالیاتی و مالیات بر درآمد

کارکردهای عمومی شامل موارد زیر می‌باشد:
- ارائه تسهیلات صندوق امانات به مشتریان
- ارائه تسهیلات انتقال وجه
- صدور چکهای مسافرتی
- پذیرش انواع قبوض جهت پرداخت مانند قبوض تلفن، گاز، آب و…
- ارائه تسهیلات بانکداری تجاری
- ارائه کارت‌های مختلف مانند: کارت‌های اعتباری، کارت‌های نقدی، کارت‌های هوشمند و …

## بانکداری عمده / بانکداری شرکت
Wholesale finance یا corporate banking : این شیوه بانکداری برای مشتریان کلان متناسب با حجم سپرده و تعهد امکانات شخصی سفارشی در اختیار شرکت ها میگذارد. مناسب برای  صندوق بازنشستگی ، ساخت توسعه املاک و مستغلات و سرمایه‌گذارها

## انواع وام‌ها از نظر ضمانت
در بانکداری تجاری، تمام وام‌ها صرف نظر از نوع محصول بانکی شامل ۲ دسته «ضمانت شده» یا «ضمانت نشده» می‌شوند.

### وام‌های ضمانت شده
وام ضمانت شده، وامی است که وام گیرنده دارایی‌ای را (به عنوان مثال یک ماشین یا یک ملک) به عنوان وثیقه وام قرار می‌دهد که به عنوان پشتوانه بدهی می‌باشد، که در نتیجه بدهی به وسیله وثیقه تضمین می‌شود. در صورت اهمال وام گیرنده درپرداخت، اعتبار دهنده این اختیار را دارد تا وثیقه را جهت دریافت تمام یا قسمتی از وام پرداختی به فروش برساند. در مقابل وام ضمانت شده وام ضمانت نشده قرار دارد که توسط هیچ دارایی ای تضمین نشده‌است.

### وام‌های ضمانت نشده
وام‌های ضمانت نشده، وام‌هایی است که وثیقه‌ای به عنوان پشتوانه وام وجود ندارد. وام‌های ضمانت نشده در ابعاد کوچک وجود دارند مانند کارت‌های اعتباری و خطوط اعتباری در دسترس شرکت‌های بزرگ که بعضاً توسط موسسات مالی جهت مقاصد مختلف از جمله بسته‌های بازاریابی در دسترس هستند. مانند:
- اضافه برداشت‌های بانکی
- اوراق قرضه شرکتی
- کارت‌های اعتباری
- تسهیلات اعتباری یا خطوط اعتباری